# Навроцький Михайло Володимирович
Миха́йло Володи́мирович Навро́цький (1990—2022) — український військовик, старший солдат ОЗСП «Азов» НГУ, загинув при обороні Маріуполя. Кавалер ордена «За мужність» ІІІ ступеня.

## Життєпис
Народився 22 листопада 1990 в місті Київ.
Навчався в школі № 119. Потім у професійно-технічному ліцеї вивчився на майстра холодильних установок. Працював на СТО менеджером.
У 2014 році вступив добровольцем до полку «Азов». Служив старшим водієм кулеметного відділення взводу вогневої підтримки роти оперативного призначення. Брав участь у боях за Широкине, Мар'їнку, Красногорівку, Світлодарську дугу, Водяне, Павлопілля, Гранітне.
З початку повномасштабного вторгнення воював у Маріуполі.
Загинув 3 квітня 2022. Того дня військовики потрапили в засідку на лівому березі в Маріуполі, командир сказав, що «там пекло». Михайло наполіг, що поїде по них, і коли повертався з хлопцями, назустріч виїхав ворожий танк. Михайло не встиг повернути праворуч і в бронеавтомобіль було пряме влучання, всі пасажири загинули.
Майже рік родина чекала результату ДНК експертизи й 17 березня 2023 отримали результат. Похований у селі Вишеньки Бориспільського району на Київщині.
Залишилися мама, старша сестра, 13-річний племінник і брат по батьковій лінії.

## Нагороди
- Медаль «Захисник Маріуполя»
- відзнака Президента України «За участь в АТО»
- відзнака полку «Азов» «Широкинська операція»
- орден «За мужність» ІІІ ступеня (посмертно).